# جيري هارت
جيري هارت هو لاعب هوكي الجليد كندي، ولد في 1948 في فلين فلون في كندا.

## وصلات خارجية
- جيري هارت على موقع دوري الهوكي الوطني (الإنجليزية)
- جيري هارت على موقع قاعة مشاهير الهوكي (لاعب أن.إتش.أل) (الإنجليزية)
- جيري هارت على موقع EliteProspects.com (الإنجليزية)
- جيري هارت على موقع HockeyDB.com (الإنجليزية)
- جيري هارت على موقع Hockey-Reference.com (الإنجليزية)